# Peuhlella
Peuhlella is een geslacht van haften (Ephemeroptera) uit de familie Baetidae.

## Soorten
Het geslacht Peuhlella omvat de volgende soorten:
- Peuhlella christinae